# 秋田市立高清水中学校
秋田市立高清水中学校（あきたしりつ たかしみずちゅうがっこう）は、秋田県秋田市寺内にあった公立中学校。

## 沿革
- 1947年（昭和22年）
  - 4月1日 - 開校。
  - PTAを発足[3]。
- 1952年（昭和27年）2月23日 - 落成式を開催[4]。
- 1957年（昭和32年）
  - 10月 - 校歌を制定[5]。
  - 創立10周年記念式を開催[6]。
- 1963年（昭和38年）8月31日 - プールを落成[7]。
- 1967年（昭和42年）10月21日 - 創立20周年記念式を開催[8]。
- 1982年（昭和57年）3月31日 - 閉校し、将軍野中学校と泉中学校へ分割統合。

## 著名な出身者・関係者

### 出身者
- 湊貴信 - 政治家[9]

### 関係者
- 鈴木壽 - 秋田県議会議員に立候補するまで、校長を務めていた[10]。